# امامزاده محمد و ابراهیم (بکشلو)
امامزاده محمد و ابراهیم(بکشلو) مربوط به دوره زندیهـقاجاریه است که در حومه شهرستان ارومیه، دهستان بکشلوچای، ۱۰ کیلومتری شرق ارومیه، واقع است. این اثر در تاریخ ۱۹ آذر ۱۳۷۵ با شمارهٔ ثبت ۱۷۹۶ به‌عنوان یکی از آثار ملی ایران به ثبت رسیده است.